# Sium brevifolium
Sium brevifolium är en flockblommig växtart som beskrevs av Dc. Sium brevifolium ingår i släktet vattenmärken, och familjen flockblommiga växter. Inga underarter finns listade i Catalogue of Life.